# Kate Mulvany
Pour les articles homonymes, voir Mulvany.
Kate Mulvany (née le 24 février 1978) est une actrice, dramaturge et scénariste australienne. Elle travaille dans le théâtre, la télévision et le cinéma, avec des rôles dans Hunters (2020), Gatsby le Magnifique (2013), Griff the Invisible (en) (2010) et The Final Winter (en) (2007). Elle a joué des rôles principaux dans des compagnies de théâtre australiennes ainsi que dans des émissions de télévision et de cinéma. En 2004, elle a remporté le Philip Parsons Young Playwrights Award (en) pour The Seed. En 2017, elle a remporté le prix Helpmann de la meilleure actrice dans une pièce (en) pour son rôle dans Richard III.  

## Carrière
Mulvany a joué Cassius, Lady Macbeth, et a été saluée pour sa performance en tant que Richard III dans laquelle elle a révélé son véritable handicap vertébral,. Son adaptation du roman de Craig Silvey (en), Jasper Jones (en), a été jouée à Perth par la Barking Gecko Theatre Company (en), à Sydney par le Belvoir St Theatre (en) et à Melbourne par la Melbourne Theatre Company. En 2015, elle a été sélectionnée pour le prix Nick Enright pour l'écriture dramatique, prix littéraire du premier ministre de la Nouvelle-Galles du Sud (en).  
En 2018, Mulvany a adapté la trilogie The Harp in the South (en) de Ruth Park en pièce en deux parties pour la Sydney Theatre Company. En 2019, elle a poursuivi avec une adaptation de la pièce de Schiller Mary Stuart - la première entreprise par une femme - à nouveau pour la Sydney Theatre Company. Une revue a déclaré : «L'adaptation audacieuse de Mulvany a récemment frappé les reines, éliminant presque tous les soliloquies masculins et toutes les interactions tenues exclusivement entre hommes, dont il existe une abondance dans le texte de Schiller», tandis que d'autres l'ont qualifié de «d'une éclatante différence»  et une réinvention «féministe»  d'un classique.  
En avril 2019, Deadline a annoncé que Mulvany est recrutée dans la série d'Amazon Premium Vidéo Hunters, sur la chasse aux nazis, créée par David Weil et produite par Jordan Peele . Elle joue l'un des chasseurs, sœur Harriet.

## Jeunesse
Kate Mulvany est née le 24 février 1978 à Geraldton, en Australie-Occidentale. Son père, Danny, est un vétéran du Viêt Nam. Sa mère Glenys est institutrice. Elle a une sœur, Tegan, qui est comédienne et improvisatrice. En 1997, Mulvany a obtenu son bachelor of arts de l'université Curtin de Perth.
Mulvany a reçu un diagnostic de tumeur de Wilms (cancer du rein) à l'âge de deux ans et a passé une grande partie de son enfance à l'hôpital. Son cancer est lié à l'exposition de son père à l'agent orange pendant son service pendant la guerre du Vietnam.

## Vie privée
Mulvany a été partenaire de l'acteur Mark Priestley (en). En 2015, elle a épousé son collègue Hamish Michael à New York,.  
Elle est ambassadrice de MiVAC (Mines, victimes et déminage), un groupe de soutien et de défense des mines terrestres. 

## Filmographie

### Cinéma
- 2010 Griff l'invisible : Cecilia)
- 2013 Gatsby le Magnifique : Mme McKee
- 2013 The Turning : Gail Lang
- 2014 If You Love Me... : Evie
- 2018 The Merger (en) : Angie Barlow
- 2022 : Elvis de Baz Luhrmann : Marion Keisker

### Télévision
- 2016 Secret City (en) : Ronnie
- 2019 Lambs of God : Frankie
- 2018 Fighting Season (en) : la capitaine Kim Nordenfelt
- 2020-2023 : Hunters : Sœur Harriet
- 2023 : The Clearing

## Prix et reconnaissance

### En tant qu'acteur
| Année | Organisation               | Prix                                                                   | Œuvre                 | Résultat   |
| ----- | -------------------------- | ---------------------------------------------------------------------- | --------------------- | ---------- |
| 2019  | Prix Helpmann (en)         | Meilleure actrice dans une pièce                                       | Every Brilliant Thing | Lauréat    |
| 2018  | Green Room Awards (en)     | Meilleure interprète féminine                                          | Richard III           | Lauréat    |
| 2018  | Prix AACTA                 | Meilleure actrice principale d'un long métrage                         | The Merger            | Nomination |
| 2017  | Prix Helpmann              | Meilleure actrice dans une pièce                                       | Richard III           | Lauréat    |
| 2017  | Sydney Theatre Awards (en) | Meilleure actrice dans un rôle principal dans une production sur scène | Richard III           | Lauréat    |
| 2015  | Prix AACTA                 | Meilleure actrice principale d'un long métrage                         | If You Love Me...     | Nomination |
| 2014  | Sydney Theatre Awards      | Meilleure actrice dans un second rôle dans une production sur scène    | Tartuffe              | Lauréat    |
| 2011  | Sydney Theatre Awards      | Meilleure actrice dans un rôle principal dans une production sur scène | Jules César           | Nomination |
| 2007  | Sydney Theatre Awards      | Meilleure actrice dans un rôle principal                               | The Seed              | Nomination |
| 1998  | Green Room Awards          | Meilleure interprète féminine                                          | Killer Joe (en)       | Nomination |

### En tant qu'auteure
| Année     | Organisation               | Prix                                                              | Œuvre                 | Résultat   |
| --------- | -------------------------- | ----------------------------------------------------------------- | --------------------- | ---------- |
| 2018      | Sydney Theatre Awards (en) | Meilleure production sur scène                                    | The Harp in the South | Lauréat    |
| 2018      | Sydney Theatre Awards      | Meilleure nouvelle œuvre australienne                             | The Harp in the South | Lauréat    |
| 2018      | AWGIE Awards               | Meilleur théâtre: scène                                           | The Rasputin Affair   | Nomination |
| 2017      | Prix Helpmann              | Meilleur jeu                                                      | Jasper Jones          | Nomination |
| 2017      | Daytime Emmy Awards        | Écriture exceptionnelle dans un programme d'animation préscolaire | Beat Bugs             | Lauréat    |
| 2016      | Prix Helpmann              | Meilleure nouvelle œuvre australienne                             | Jasper Jones          | Lauréat    |
| 2015-2016 | Fondation Intersticia      | Bourse d'écrivains Bell Shakespeare                               |                       | Lauréat    |
| 2014      | Sydney Theatre Company     | Bourse Patrick White Playwrights                                  |                       | Lauréat    |
| 2012      | Sydney Theatre Awards      | Meilleure production sur scène                                    | Medea                 | Lauréat    |
| 2012      | Sydney Theatre Awards      | Meilleure nouvelle œuvre australienne                             | Medea                 | Lauréat    |
| 2007      | Sydney Theatre Awards      | Meilleure production indépendante                                 | The Seed              | Lauréat    |
| 2007      | Sydney Theatre Awards      | Meilleure nouvelle œuvre australienne                             | The Seed              | Nomination |
| 2004      | Belvoir                    | Prix Phillip Parsons Young Playwrights                            | The Seed              | Lauréat    |
| 2004      | Sydney Theatre Company     | Prix Patrick White Playwrights                                    | The Danger Age        | Nomination |
| 2002      | Naked Theatre Company      | Write Now! Playwrighting Competition                              | Blood & Bone          | Lauréat    |

### Autre
En 2017, Mulvany a reçu un doctorat honorifique de l'université Curtin pour ses services aux arts en Australie et elle a reçu la médaille de l'Ordre de l'Australie (OAM) aux honneurs de la journée de l'Australie 2020 pour "service aux arts du spectacle".  
| Année | Organisation                           | Prix            | Résultat |
| ----- | -------------------------------------- | --------------- | -------- |
| 2017  | Prix Sidney Myer des arts du spectacle | Prix individuel | Lauréat  |